# 잭 칙
잭 토머스 칙(Jack Thomas Chick, 1924년 4월 13일 - 2016년 10월 23일)은 미국의 만화가다. 기독교 근본주의 만화 Chick tracts가 그의 대표작이다.
잭 칙의 만화는 대부분 천주교, 프리메이슨, 무슬림 등의 집단들이 살인을 비롯한 흉악한 범죄를 저지른다는 음모론을 제기하는 것이었다.